# Amazoromus
Amazoromus là một chi nhện trong họ Gnaphosidae.

## Các loài
Chi này gồm các loài:
- Amazoromus becki Brescovit & Höfer, 1994
- Amazoromus cristus (Platnick & Höfer, 1990)
- Amazoromus janauari Brescovit & Höfer, 1994
- Amazoromus kedus Brescovit & Höfer, 1994